# Décès en 1376
Décès
- 1372
- 1373
- 1374
- 1375
- 1376
- 1377
- 1378
- 1379
- 1380

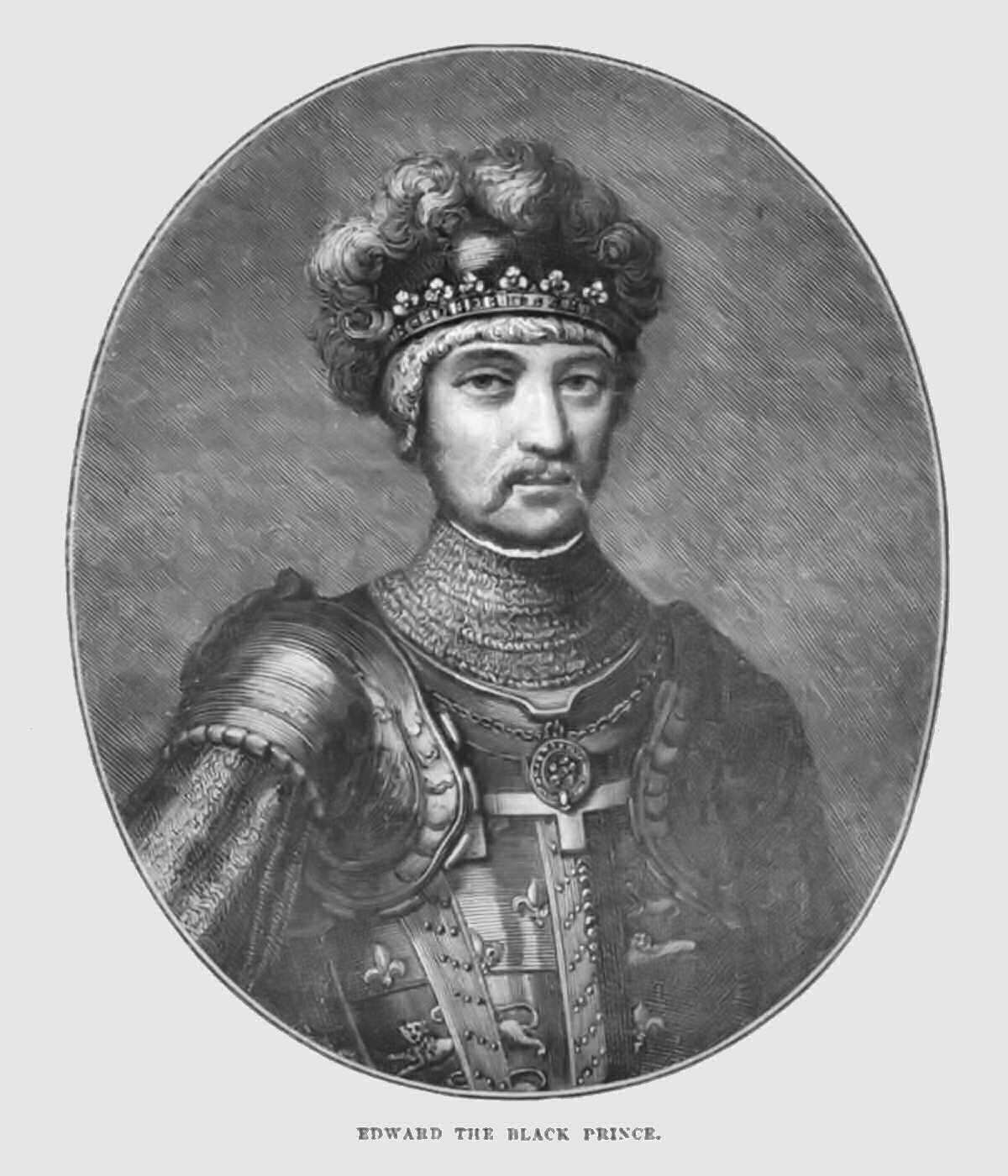
Édouard de Woodstock, le Prince Noir, mort en 1376.

Cette page dresse une liste de personnalités mortes au cours de l'année 1376 :
- 24 janvier : Richard FitzAlan, troisième comte d'Arundel et huitième comte de Surrey.
- 10 mars : Geoffroi de Vayrols, évêque de Lausanne, puis de Carpentras, de Carcassonne et finalement archevêque de Toulouse.
- 6 avril : Preczlaw von Pogarell, prince-évêque de Wrocław
- 3 mai : Guillaume II de Melun, archevêque de Sens.
- 30 mai : Jeanne de Ponthieu, comtesse de Vendôme.
- 3 juin : Henri II de Hesse, landgrave de Hesse.
- 8 juin : Édouard de Woodstock, dit le Prince Noir, prince de Galles, comte de Chester, duc de Cornouailles et prince d'Aquitaine.
- 22 juillet : Simon Langham, abbé de Westminster, évêque d'Ely, archevêque de Cantorbéry et enfin cardinal.
- 10 août : Guérin d'Arcy, évêque de Chartres.
- 12 août : Boniface de Challant, évêque d'Aoste.
- 7 septembre: Jean de Grailly, captal de Buch, vicomte de Benauges et de Castillon.
- 17 septembre : Jarosław de Bogoria et Skotnik, archevêque de Gniezno.
- 21 novembre : Pierre de La Jugie, archevêque de Saragosse, Narbonne et Rouen, cardinal de Sainte-Marie in Cosmedin, dit le cardinal de Narbonne.
- 24 septembre : Nicolas d'Arcies, évêque d'Auxerre.

- Pierre Ier de Craon, seigneur de La Suze, descendant de la maison des barons de la famille de Craon.
- Nicolas de La Jugie, noble français.
- Nissim Gerondi, talmudiste et légaliste et l'une des dernières grandes figures du judaïsme ibérique.

## Crédit d'auteurs
- Cet article est partiellement ou en totalité issu de l'article intitulé « 1376 » (voir la liste des auteurs).